# Griffon 2000TD
Griffon 2000 TD – typ poduszkowca produkowany przez firmę Griffon Hoverwork. Poduszkowce tego projektu użytkowane są przez służby graniczne Łotwy, Estonii, Finlandii, Polski i Szwecji, a także siły zbrojne Wielkiej Brytanii i Pakistanu.